# 列宁广场 (顿涅茨克)

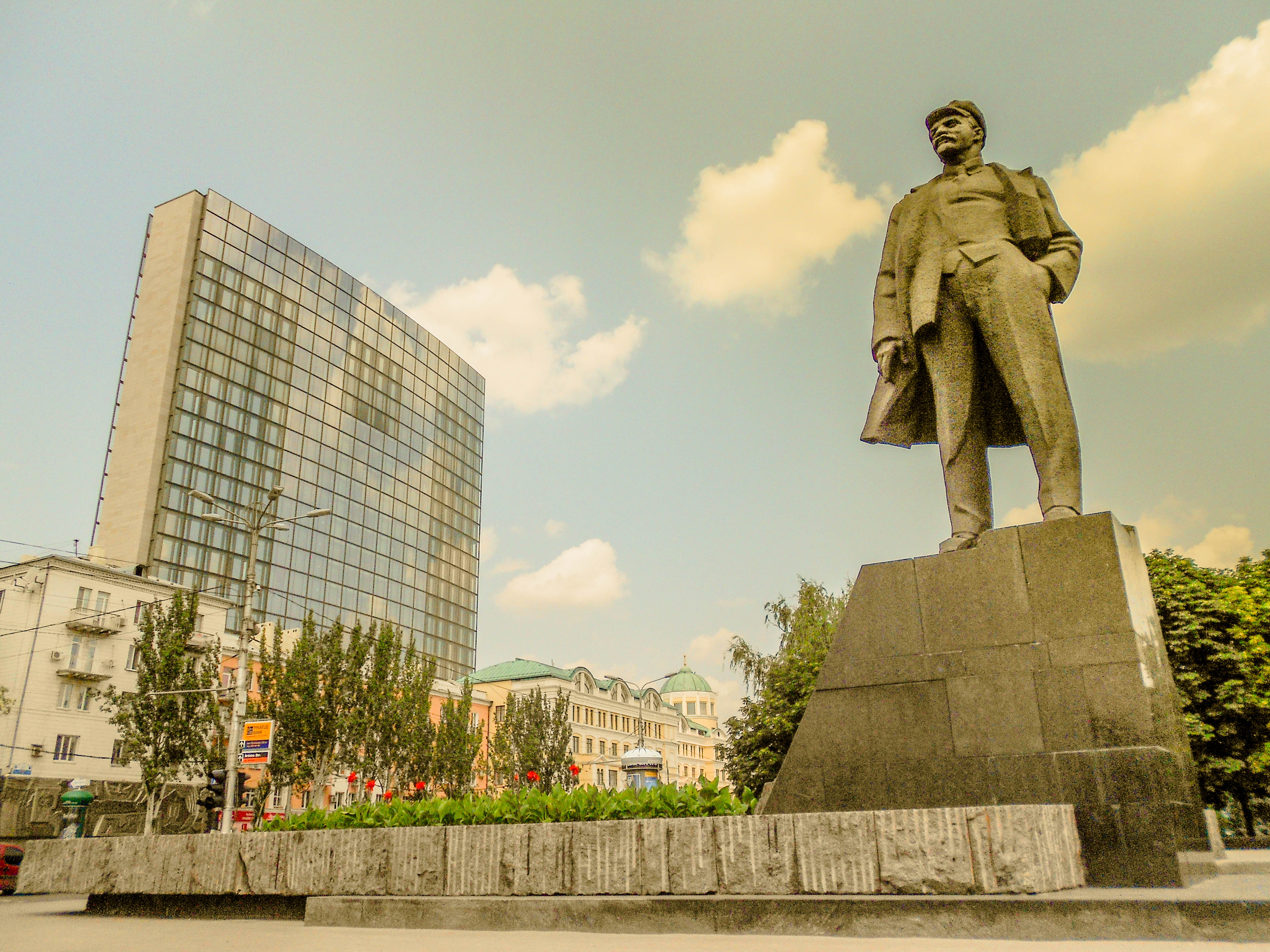
廣場上的列寧雕像

列宁广场（羅馬化：Ploshcha Lenina）是烏克蘭頓涅茨克市中心的主要廣場，位於阿爾特姆、波斯特舍夫、古羅夫和共青團大街之間。建立於1927年至1967年。1967年，為紀念布爾什維克革命50週年，在列寧廣場豎立了列寧紀念碑。